# Матвиив, Степан Алексеевич
Степа́н Алексе́евич Матви́ив (укр. Степан Олексійович Матвіїв; род. 10 марта 1968, Песчаны, Львовская область) — советский, украинский футболист и тренер.

## Футбольная биография

### Карьера игрока
Заниматься футболом Матвиив начинал в своём родном селе Песчаны на Львовщине, где играл за команду «Гравийщик», выступавшую на первенство области. С командой занимался местный тренер-энтузиаст Роман Николаевич Гордович. С этим коллективом Степан, ещё будучи школьником, становился финалистом областного СДО «Колос». Вскоре юный футболист попытался поступить во Львовский спортинтернат, но не прошёл по конкурсу. После неудачного поступления он решает оставить мечты о футболе и перебирается в соседнее село Подгорцы, где стал учиться в вечерней школе и работать в местном рыбхозе. В 1986 году Матвиива направляют в Киевскую область, учиться на специалиста рыбного хозяйства в Немишаевский совхоз-техникум. В свободное от учёбы время, Степан продолжал играть в футбол, выступая за студенческую команду. Через некоторое время его приметил, тренировавший любительский коллектив из соседнего райцентра Бородянка, заслуженный тренер УССР Виктор Жилин, пригласив в свою команду, с которой Матвиив вскоре стал обладателем Кубка Киевской области. Получив диплом специалиста рыбного хозяйства и почти год заочно отучившись в Московском институте пищевой промышленности, Матвиив был призван в армию и направлен в Североморск, где отслужил три года на Северном флоте. Там же выступал за местную армейскую команду, игравшую на первенство Северного флота и принимавшую участие в любительском чемпионате России.
Демобилизовавшись в 1990 году, Матвиив получил приглашение от своего бывшего тренера Виктора Жилина, стать игроком возглавляемой им команды второй лиги «Днепр» (Черкассы). До конца первенства, дебютировавший за команду мастеров нападающий, принял участие в восьми матчах, забив 2 гола. Уже в следующем сезоне, ставшем последним в рамках чемпионатов СССР, Степан был лидером атакующих порядков своей команды, по итогам чемпионата, с 15 забитыми голами, став её лучшим бомбардиром. В 1992 году, Матвиив с партнёрами стартовал в первой лиге чемпионата Украины. В скоротечном турнире, проводившемся с марта по июль, черкасская команда выступила неудачно, заняв в своей подгруппе 12 место среди 14 команд, понизившись в классе. Не слишком удачным выдался чемпионат и для самого форварда, сумевшего отличиться только 4 голами. Но уже в следующем сезоне «Днепр» вернул себе место в первой лиге, став победителем второлигового турнира. С наилучшей стороны зарекомендовал себя и Степан Матвиив, став лучшим бомбардиром второй лиги, забив 20 голов.
Подобная результативность не осталась без внимания представителей более именитых клубов и по завершении чемпионата Матвиив получил официальное приглашение в киевское «Динамо». Несмотря на заманчивое предложение, нападающий ответил отказом украинскому гранду, предпочтя перейти в ФК «Борисполь». Решающим фактором оказался квартирный вопрос. Киевский клуб мог предложить только служебное жильё, в то время как команда из Борисполя гарантировала игроку, проживавшему в Черкассах с женой и маленьким ребёнком в общежитии, полноценную квартиру. Выступавший во второй лиге «Борисполь» имел приличное финансирование и большие амбиции. По ходу сезона команду тренировали Виктор Колотов и Владимир Бессонов. В первом же сезоне, вместе со своим новым клубом Матвиив стал победителем второй лиги и лучшим бомбардиром команды, забив 13 мячей. Сезон 1994/1995 коллектив из Киевской области начал в первой лиге. В сентябре 1994 года, Бессонова на посту главного тренера сменил Михаил Фоменко. С новым наставником и новым именем (по ходу сезона «Борисполь» объединился с армейской командой и получил новое название — «ЦСКА-Борисфен»), команда продолжила стремительное восхождение в элиту украинского футбола. Заняв по итогам первенства 2 место, клуб получил путёвку в высшую лигу.
В элитном дивизионе Матвиив принял участие только в стартовом матче против кировоградской «Звезды-НИБАС» и вскоре покинул команду, перебравшись в другой клуб высшей лиги — «Прикарпатье», где выходил на поле вместе с играющим тренером команды Игорем Юрченком. 15 октября 1995 года, в гостевом поединке против луганской «Зари-МАЛС», закончившийся со счётом 1:1, Матвиив забил свой первый гол в элитном дивизионе, поразив ворота голкипера луганчан Юрия Малыгина. В следующем сезоне команду возглавил Виктор Колотов, с которым Степан работал в своём предыдущем клубе. Матвиив продолжал стабильно играть в основном составе, при этом сменив позицию на футбольном поле, выступая преимущественно в линии полузащиты. После первого круга сезона 1997/1998, Степан покинул иванофранковский клуб, отыграв вторую часть чемпионата за команду первой лиги «Волынь».
Следующий чемпионат Матвиив начал в запорожском «Торпедо», где играл под руководством тренера Леонида Колтуна. Команда была одним из лидеров первой лиги, по итогам сезона завоевав путёвку в элитный дивизион, но из-за финансовых проблем, клуб отказался от повышения в классе. Отыграв первый круг сезона 1999/2000, команда прекратила своё существование, а Матвиив вернулся в «Прикарпатье», куда его пригласил возглавлявший коллектив тренер Сергей Морозов.Команда к тому времени переживала не лучшие времена, находясь в нижней части турнирной таблицы. Так и не сумев выбраться из зоны аутсайдеров, «Прикарпатье» покинуло элитный дивизион. Следующие полтора года Матвиив в составе своей команды выступал в первой лиге. В первом круге сезона 2001/2002, опытный полузащитник принял участие во всех поединках своей команды, отличившись голом с пенальти в ворота ФК «Винница». Сезон стал последним в профессиональной игровой карьере для Матвиива, который из-за обострившейся травмы спины был вынужден завершить активные выступления. Некоторое время опытный футболист продолжал играть на любительском уровне, принимал участие в играх за непрофессиональный клуб «Европа» (Прилуки). Уже будучи одним из тренеров второлигового «Борисфена-2», в августе 2002 года, сыграл один тайм за своих подопечных в домашнем поединке против команды «Рось» (Белая Церковь).

### Карьера тренера
Тренерскую карьеру Матвиив начинал в команде «Борисфен», куда его пригласил президент клуба Игорь Ковалевич. Стапан Алексеевич входил в тренерский штаб второй команды, игравшей во второй лиге. В начале сезона 2003/2004 стал главным тренером первой команды. После первого круга возглавил перволиговую команду «Борекс-Борисфен», которой руководил до конца чемпионата. Летом 2004 года вошёл в тренерский штаб «Борисфена», выступавшего в высшей лиге, а также возглавлял молодёжную команду клуба. После первого круга сезона 2004/2005, пост наставника первой команды, безнадёжно засевшей на дне турнирной таблицы, покинул Александр Рябоконь. На должность главного тренера руководством клуба был назначен Степан Матвиив. Весеннюю часть сезона «Борисфен» начал с поражения, но затем молодому тренеру удалось наладить игру команды, которая одержала гостевые победы над донецким «Металлургом» и «Черноморцем», а также сыграв вничью с киевским «Динамо» и «Днепром». Но под конец чемпионата подопечные Матвиива потерпели ряд поражений, в результате тренеру так и не удалось вытащить команду из зоны аутсайдеров.
Первый круг сезона 2005/2006, Матвиив во главе команды провёл в первой лиге, а в зимнее межсезонье получил приглашение от команды украинской высшей лиги «Металлург» Донецк, где он стал работать с дублирующем составом. А уже в марте 2006 года, после отставки Александра Севидова, получил предложение возглавить до конца сезона первую команду. Дебют на новой должности для Матвиива выдался неудачным, «Металлург» на своём поле проиграл одному из лидеров чемпионата, киевскому «Динамо» со счётом 0:3. В следующих поединках тренеру удалось выправить положение, обыграв «Волынь» и сыграв вничью с днепропетровским «Днепром», но в итоге удержать команду в верхней части турнирной таблицы наставнику так и не удалось. Клуб финишировал на 9 месте и по окончании сезона Матвиив покинул Донецк.
Летом 2007 года Степан Алексеевич возглавил команду второй лиги «Княжа», базировавшуюся в посёлке Счастливое Киевской области. Под его руководством команда уверенно провела первый круг, уступив лишь в одном поединке и выбившись в лидеры. Весеннюю часть первенства, подопечные Матвиива начали с двух подряд нулевых ничьих, что вызвало недовольство руководства клуба и вскоре наставник команды подал в отставку. Перед началом сезона 2008/2009 Матвиив, вместе со своими помощниками, Николаем Волосянко и Андреем Анненковым, с которыми он работал и в своих предыдущих клубах, принял ивано-франковское «Прикарпатье», выступавшего в первой лиге. Стартовала команда в новом сезоне довольно успешно. После нулевой ничьи с «Десной», последовала разгромная победа 3:0 в гостях над «Динамо-2» (Киев), затем был повержен 2:0 «ИгроСервис». Но постепенно команда начала сбавлять обороты, теряя очки. 26 октября 2008 года, после того как «Прикарпатье» уступило на своём поле со счётом 0:2 команде «Княжа», тренер покинул свой пост. С 2009 года работал в тренерском штабе ФК «Львов».
В июле 2011 года, Степан Матвиив вошёл в тренерский штаб, возглавлявшего одесский «Черноморец» Романа Григорчука. В качестве ассистента главного тренера, принимал участие в играх Лиги Европы. В 2015 году, вместе с Григорчуком, перешёл в азербайджанский клуб «Габала», где так же был его помощником. В июле 2016 года, из-за сокращения финансирования клуба, покинул Азербайджан, вернувшись на Украину.

## Достижения
- Победитель второй лиги Украины: 1992/1993, 1993/1994
- Лучший бомбардир второй лиги Украины: 1992/1993 — 20 голов

## Семья
Супруга — Светлана. Сын Ярослав также футболист. Дочь — Виктория.